# Capela das Verdades

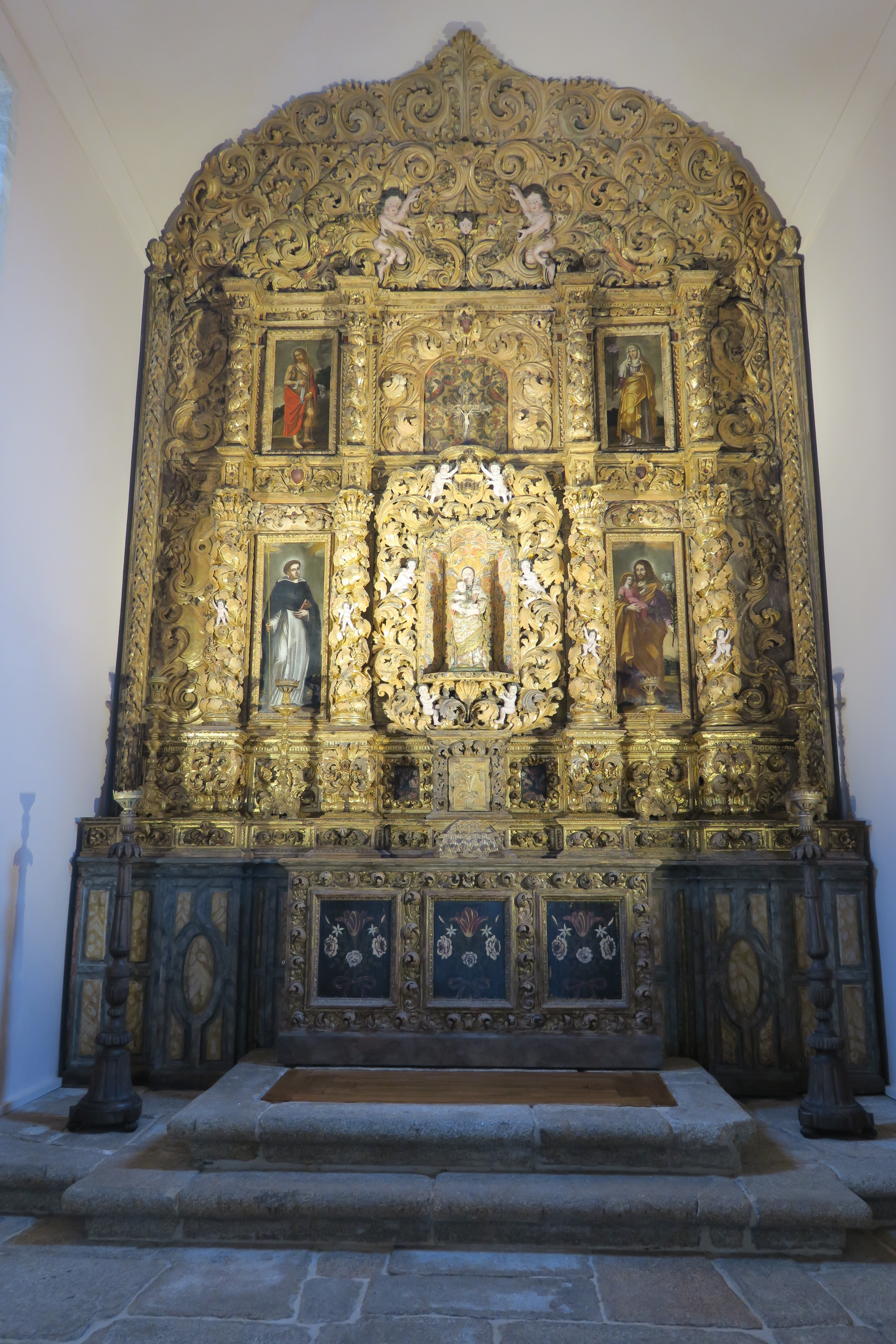

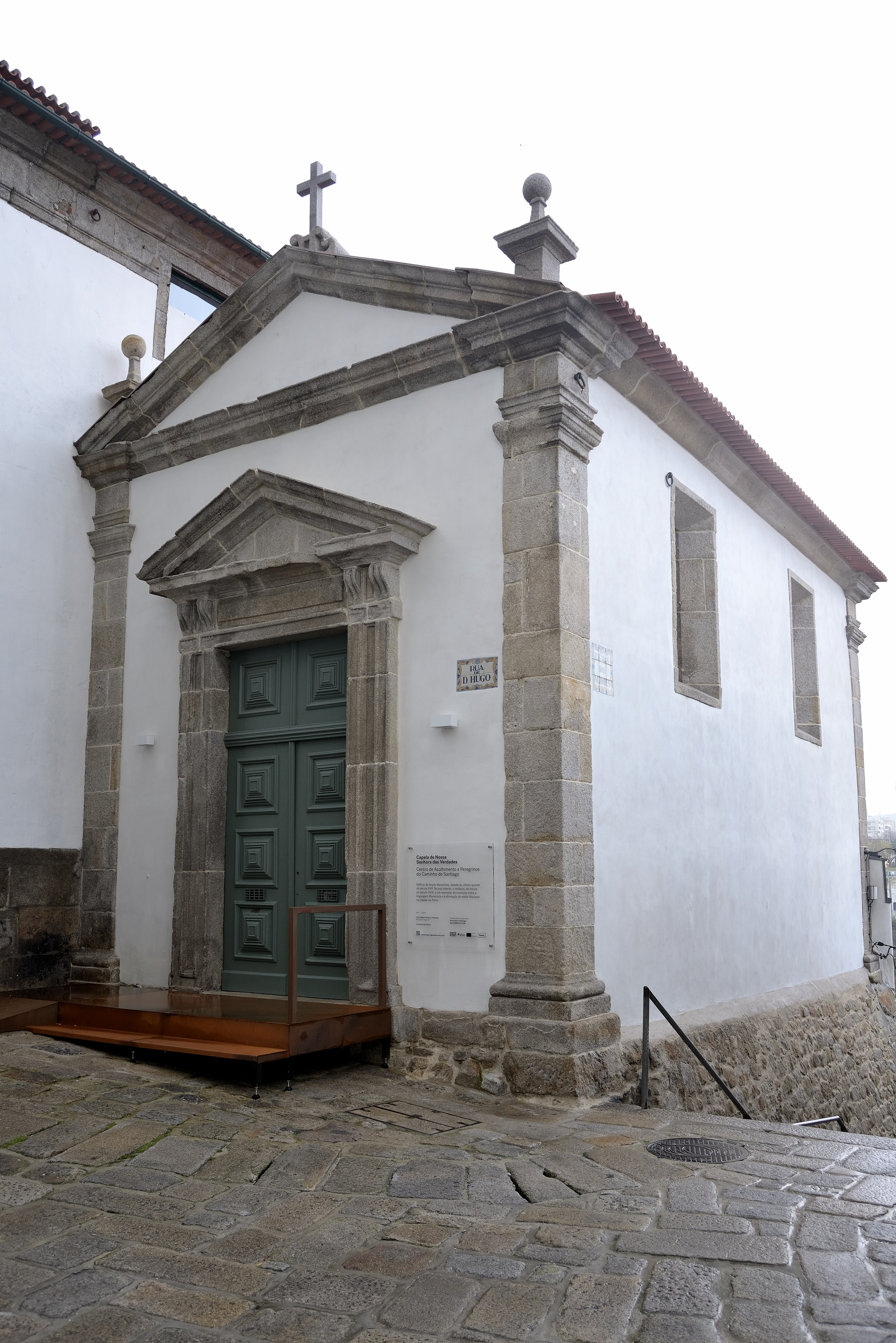

É na realidade a Capela de Nossa Senhora das Verdades pois alberga a imagem da Virgem que encimava a Porta das Verdades, uma das portas da Muralha Primitiva do Porto, derrubada no século XIX.
Está situada na Rua de D. Hugo, Centro Histórico do Porto Património Mundial, nas traseiras do Paço Episcopal. Por iniciativa da Confraria de Nossa Senhora do Postigo das Verdades, estava a ser construída em 1697. 
Arquitetonicamente inscreve-se no estilo maneirista (transição entre o renascimento e o barroco). O seu altar-mor aponta para uma decoração estilo nacional, em particular as colunas torsas e os símbolos eucarísticos – folhas de videira, cachos de uvas, fénixes e meninos nus. Realçando-se a imagem de Nossa Senhora das Verdades, de pedra de Ançã, provavelmente do século XIV e atribuída às oficinas coimbrãs. Originalmente estaria no arco do postigo da antiga muralha, lateral à capela, o Postigo das Mentiras.

No âmbito do projeto "Valorização dos Caminhos de Santiago - Caminho Português da Costa", cofinanciado pelos fundos comunitários NORTE 2020, o edifício foi reabilitado pelo Município do Porto, reabrindo ao público em março de 2018, como ponto de passagem e apoio ao peregrino e caminhante, um centro de apoio.
Depois de longo período em degradação e fechada ao público, a capela que entretanto foi dessacralizada, sofreu obras de trabalhos de recuperação, conservação e restauro promovidas pela Câmara Municipal do Porto e hoje tem a função de Centro de Acolhimento para peregrinos do Caminho Português da Costa para Santiago de Compostela. É um modesto templo rectangular, sóbrio, cujo valor assenta na sua antiguidade e na história a que está ligado.
Pouco depois da demolição da Porta das Verdades, o cónego Domingos Gonçalves Prada, que residia na Rua de D. Hugo (e que então se chamava Rua de Trás da Sé), construiu à sua custa uma capela, no século XIV, para a imagem da Virgem. O pequeno templo degradou-se e foi reconstruído em 1697. Durante o Cerco do Porto (1832-34), a capela foi danificada pela artilharia. Acabada a guerra, a capela voltou a ser restaurada, em 1834, por D. Ângela do Lago Moscoso. A ruína toma de novo conta da capela, até que a Câmara a comprou em 1950, em total ruína, aos seus proprietários, e a mandou restaurar.
O altar desta capela foi feito com o aproveitamento de talhas do século XVII possuindo ainda algumas pinturas. No nicho principal abriga-se a imagem de Nossa Senhora das Verdades, anterior ao século XIV.

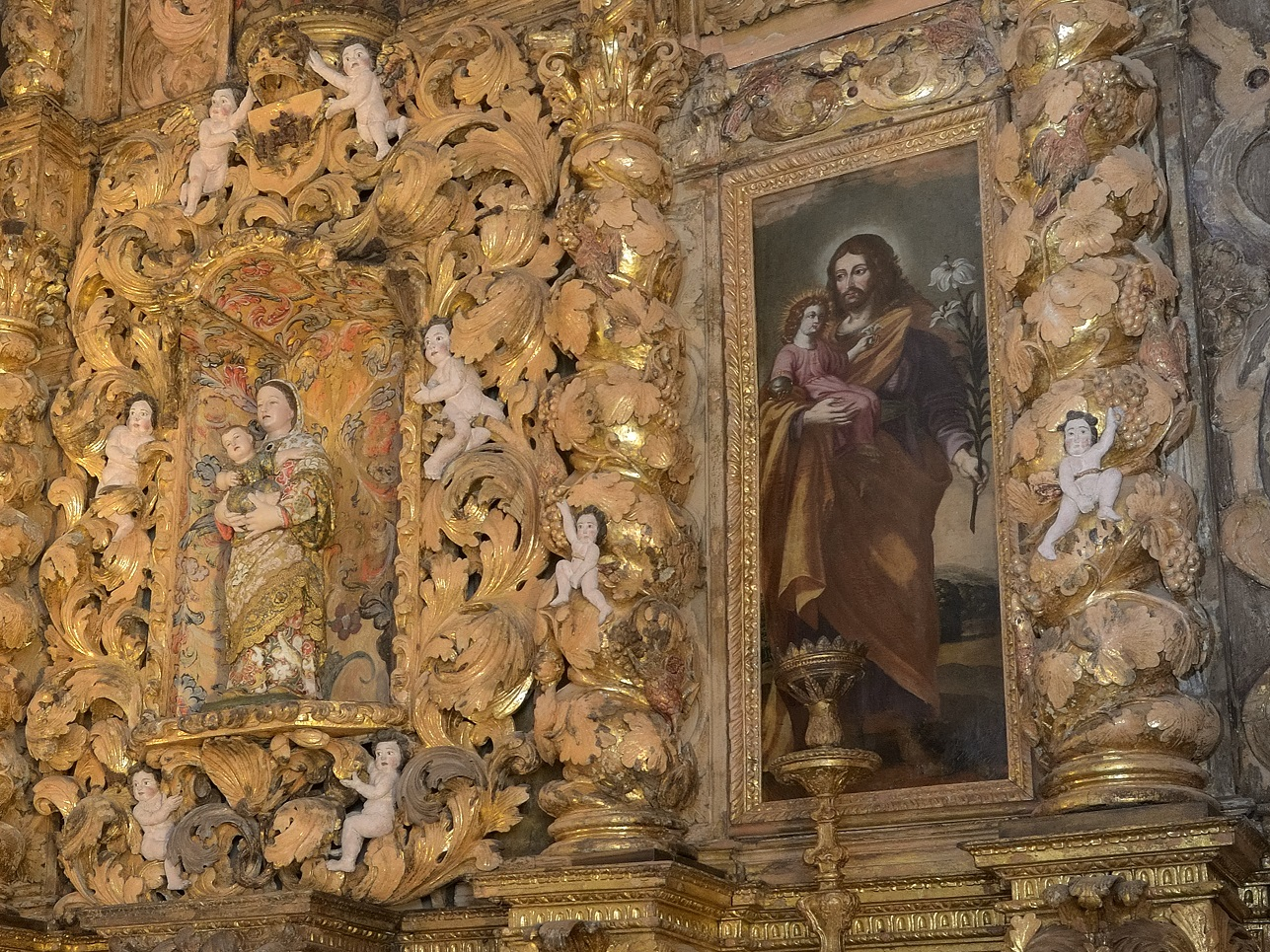

Horário: Terça a domingo - 10h00-17h30
Encerrado às segundas e feriados
Contacto geral: T. (+351) 936780415
E-mail: []
Rua de D. Hugo, Porto.
http://www.caminhoportuguesdacosta.com/pt/o-caminho/municipio/porto/pontos-de-interesse/capela-de-nossa-senhora-das-verdades
Entrada gratuita